# Standesherrschaft Kynast
Kynast war eine dem Grafen Leopold Christian Gotthardt von Schaffgotsch (1793–1834) gehörende Standesherrschaft im preußischen Regierungsbezirk Liegnitz (heute etwa dem Gebiet der Woiwodschaft Niederschlesien in Westpolen entsprechend). Die Herrschaft umfasste u. a. Boberröhrsdorf, Bad Warmbrunn, Voigtsdorf, Hermsdorf (Stadtteil von Hirschberg) sowie Greiffenstein. Sie hat ihren Namen vom Burgschloss Kynast, heute Burgruine Chojnik, die vom Schweidnitzer Herzog Bolko II. († 1368), an den Ritter Gotsche Schoff (Gotthard Schaf) übergeben wurde. Am 31. August 1675 wurde die Burg Kynast infolge eines Blitzschlags durch ein Feuer zerstört.